# Leucochrysa (Nodita) gemina
Leucochrysa (Nodita) gemina is een insect uit de familie gaasvliegen (Chrysopidae), die tot de orde netvleugeligen (Neuroptera) behoort. De soort komt voor in Brazilië.